# Янинска крепост
Янинската крепост (на гръцки: Κάστρο Ιωαννίνων) е укрепление на стария град на Янина. Издигнато при управлението на Али паша Янински на неговия Янински пашалък. 
Съвременната гръцка историография, въпреки опитите в тази насока, не е открила нито едно археологическо доказателство, че на мястото на Янинската крепост е съществувало по-старо укрепление от времето на Първата българска държава. Първото споменаване на селището е в грамотите на Василий II Българоубиец.  Завършена е през 1815 г.